# Сатъкьой (дем Козлукебир)
 Тази статия е за селото в Гърция.  За селото в Турция вижте Сатъкьой.  
Сатъкьой  (на гръцки: Λαμπρό) е село в Западна Тракия, Гърция, дем Козлукебир.

## География
Селото е разположено на 14 километра източно от Гюмюрджина.

## История
При избухването на Балканската война в 1912 година 2 дущи от Сатъкьой са доброволци в Македоно-одринското опълчение.

## Личности
Родени в Сатъкьой
- Петър Николов, македоно-одрински опълченец, 2-ра и нестроева роти на 8-а костурска дружина, убит в боя при Радкова скала[2]